# Деяния епископов Камбре
Дея́ния епи́скопов Камбре́ (лат. Gesta episcoporum Cameracensium) — анонимное средневековое агиографическое сочинение, описывающее историю епархии Камбре и её епископов со времён античности до 1042 года (с продолжениями до 1179 года).

## Описание
«Деяния епископов Камбре» сохранились только в одной рукописи (MS Den Haag KB 75 °F 15 или Codex Sancti Gisleni), хранящейся в Гааге. С ещё нескольких утерянных позднее рукописей в XVII веке были сняты копии. Впервые «Деяния» были опубликованы в 1615 году. Оригинальное название этого исторического источника в дошедших до нашего времени копиях отсутствует, поэтому историки традиционно разделяют его на две части: собственно «Деяния епископов Камбре» (Gesta episcoporum Cameracensium) в трёх книгах, описывающие события до 1042 года, и несколько продолжений, объединяемых под названием «Деяния понтификов Камбре» (Gesta pontificum Cameracensium).
«Деяния епископов Камбре» были написаны, вероятно, в 1041—1043 годах или немного позднее, хотя автор как очевидец описывает события ещё 1024/1025 года. Автор текста неизвестен: первоначально предполагалось, что им был епископ Нуайона Балдерик (умер в 1112 году), затем, что его старший современник, также Балдерик (умер в 1097 году), нотарий при нескольких епископах Камбре, а в настоящее время возможным автором деяний считается Фульк, капеллан епископа Герарда I Камбрейского.
«Деяния епископов Камбре» состоят из трёх книг, написанных на латыни. Первая из них охватывает период со времён Юлия Цезаря до 1012 года. Начиная повествование с основания городов Камбре и Аррас, автор последовательно описывает историю Камбрейской епархии, основанную святым Ведастом. В этой части он опирается на бывшие в его распоряжении довольно малочисленные источники, в основном, на каталог епископов Камбре и жития святых. Из раннесредневековой анналистики для своей работы автор использовал труды Григория Турского, «Книгу истории франков», «Анналы королевства франков», «Ведастинские анналы», письма Гинкмара Реймсского и сочинение Флодоарда «История Реймсской церкви». Особую ценность этой части «Деяний» придают приведённые автором тексты многочисленных хартий, данных епископам Камбре франкскими королями и императорами Священной Римской империи. В отличие от других подобных сочинений, автор «Деяний епископов Камбре» относится весьма критически к устным преданиям и легендам, называя их баснями и небылицами. Общий стиль текста — сухое и беспристрастное изложение событий на основе использованных источников. Вторую книга составляет описание владений Камбрейской епархии (монастырей, церквей и селений) с краткими историческими пояснениями. Третья книга, которую автор писал по рассказам очевидцев происходивших событий, повествует о понтификате епископа Герарда I и обрывается на 1042 годе. Предполагается, что сначала были описаны события вплоть до 1023 года, а затем через несколько лет остальной текст.
«Деяния епископов Камбре» являются важным историческим источником по раннесредневековой истории Бельгии и основным источником по событиям первой половины XI века (особенно по войнам графа Лувена Ламберта I с герцогами Лотарингии). Впоследствии «Деяния епископов Камбре» были продолжены несколькими анонимными авторами, описавшими историю Камбрейской епархии вплоть до 1179 года. Эти тексты также являются ценным историческим источником, так как они написаны очевидцами упоминающихся в них событий.

## Издание
На латинском языке: Gesta pontificum Cameracensium. — Monumenta Germaniae Historica. Scriptores (in Folio). Tome VII. Chronica et gesta aevi Salici. — Hannover: Impensis Bibliopolii Avlici Hahniani, 1846. — S. 393—504. (недоступная ссылка)
На английском языке: Bachrach B. S., Bachrach D. S., Leese M. Deeds of the Bishops of Cambrai, Translation and Commentary. — New York: Routledge, 2018. — 256 p. — ISBN 978-1-3170-3621-0.